# Stylochaeton cuculliferus
Stylochaeton cuculliferus är en kallaväxtart som beskrevs av Albert Peter. Stylochaeton cuculliferus ingår i släktet Stylochaeton och familjen kallaväxter. Inga underarter finns listade.